# Национален музей на Бутан
Националният музей на Бутан (на английски: National Museum of Bhutan; на дзонгкха: ལྟ་རྫོང་) е исторически музей на Кралство Бутан. Той е разположен в кулата Та дзонг, която се намира над манастира Ринпунг дзонг край град Паро от другата страна на реката.
Музеят се помещава в седеметажната кръгла стражева наблюдателна кула – дзонг, изградена през 1649 г., за да защитава града и манастира от нападения от север. Етажите имат спираловидна архитектура, а стените са с дебелина 2,5 м. През вековете етажите на кулата со ее използвали като помещения за войниците, за складове и за задържане на затворници.
Третият крал на Бутан, Джигме Дорджи Вангчук, реновира кулата и основава в нея националния музей, който е открит през 1968 г. За експонатите е изградена необходимата инфраструктура и подходящи галерии, които да приютяват обширните колекции и свързаните с тях исторически и научни описания. В музея се помещават някои от най-добрите образци на бутанското изкуство, включително шедьоври на бронзови статуи и картини

## Музейна експозиция
Музеят съхранява много будистки реликви и два олтара, които също са ценни за поклонниците.
- На приземния етаж на музея е изложена експозиция от древно оръжие, бронзови изделия, съдове и съдове.
- На първия етаж има експозиция от бамбукови кашове и оръдия за селскостопански работи.
- Вторият етаж е посветен на темите на будисткия ритуал и историята на будизма.
- Третият етаж съдържа етнографска експозиция за живота на Бутан, включително съдове, дрехи и бижута. На същия етаж има експозиция, посветена на Шабдрунг Нгаванг Намгял, обединил страната.
- Четвъртият етаж е посветен на ранната история на Бутан, облекло, ритуалните танци, оръжията, и ръкописите. Специална експозиция е посветена на Пема Лингпа – виден будистки монах от школата Нингма.
- Петият етаж е посветен на Средновековието (XI-XV в.), с предмети от будисткия ритуал, изкуството тханка, бронзови фигури, дърворезби и реликви. На етажа има олтар на божеството на просперитета Намса.
- На шестия етаж има отдел на филателията, снимки на дзонгове и олтар с тханка и мандала.

Националният музей притежава над 3000 произведения на бутанското изкуство, обхващащи повече от 1500 години културно наследство на Бутан. Богатото му притежание от различни творчески традиции и дисциплини представлява съчетание на миналото с настоящето и е основна атракция за местните и чуждестранните посетители.
През 2008 г. към музея е построена изложбена зала, в която се представят специални и временни изложби. Открита е и природонаучна галерия, в която се представят екземпляри на такин, национално животно на Бутан, снежни леопарди, елени, крокодил, пеперуди и птици. В приземния етаж е открит музеен магазин, в който се продават автентични бутански занаятчийски произведения.
За да се достигне до музея, трябва да се мине през храма Дунгце лакханг и по долината на река Дори Шари, или по пътека от Ринпунг дзонг. Снимането в музея не е разрешено.